# 東尼·米契爾 (1989年)
東尼·拉塞恩·米契爾（1989年8月7日—）為美國男子籃球運動員。

## 早年
米契爾來自喬治亞州斯溫斯伯勒，原先2008年要進入阿拉巴馬大學就讀，但高中畢業時學業出現問題，於是被安排到Central Park Christian Schools就讀一年，直到隔年才正式加入阿拉巴馬大學。2012年2月6日，米契爾因對校隊做出有危害的行為被校隊無限期禁賽。

## 職業生涯
米契爾投入2012年NBA选秀但落選，在NBA发展联盟效力韦恩堡疯蚁，最終以場均21.8分、6.4籃板、2.7助攻、1.4抄截的表現獲選年度最佳新秀。2013年5月米契爾加盟菲律賓籃球協會菲律賓電信頂替杰尔姆·乔丹。9月米契爾被考特尼·菲爾斯頂替，米契爾參加六場PBA總督盃，場均表現為35分、10.7籃板。10月13日，中国男子篮球职业联赛吉林东北虎簽下米契爾。12月11日，米契爾被莱昂·罗杰斯頂替。米契爾代表吉林东北虎出賽11場，場均可挹注26.8分、7.7籃板。
2014年1月8日，韦恩堡疯蚁重新取得米契爾。3月4日，米契爾與密尔沃基雄鹿簽下十天合約，米契爾總共替密尔沃基雄鹿出賽三場，總計上場十分鐘，攻下六分。8月18日，特倫托雕簽下米契爾。2015年5月8日，米契爾以場均20.7分、5.2籃板、2.3助攻的表現獲選意大利篮球甲级联赛最有價值球員。9月3日，紅色十月簽下米契爾。11月2日，米契爾被紅色十月釋出。11月23日，學生簽下米契爾。12月28日，學生逃脫與米契爾的合約。
2016年1月8日，薩沙里發電機簽下米契爾。5月2日，薩沙里發電機與米契爾分道揚鑣。5月6日，米契爾加盟全国男子篮球联赛新軍球隊河北翔蓝。7月20日，米契爾在對陣北京雄鹿的比賽，兩分球23投19中，三分球24投8中，罰球15投14中，攻下76分，外加11籃板、6抄截、5助攻、3阻攻，帶隊以159比123擊退對手。米契爾披河北翔蓝球衣出賽27場比賽，場均貢獻42.9分、10.9籃板、4.6助攻、2.5抄截。11月22日，米契爾加盟埃拉特夏普爾。米契爾幫埃拉特夏普爾出戰五場賽事，場均攻下8.8分、4.8籃板。
2017年1月20日，凱恩斯太攀蛇簽下米契爾。2月24日，米契爾由於日前比賽時將球擊中裁判背部，被澳洲國家籃球聯賽禁賽一年。5月29日，梅亞圭茲印第安人釋出昆頓·道格特並引進米契爾。7月31日，重庆三海兰陵引進米契爾。2018年4月18日，阿瓜達桑特羅斯與米契爾簽約。5月18日，阿瓜達桑特羅斯簽下T·J·威廉斯頂替米契爾。8月20日，坎圖簽下米契爾。2019年2月28日，坎圖正式裁掉米契爾，皮斯托亞2000簽下米契爾。6月14日，米契爾加盟卡拉波波環球旅行者。
2020年2月24日，米契爾加入塞拉。12月28日，馬德普拉塔佩納羅爾引進米契爾，預定於2021年1月2日飛抵阿根廷。2021年10月1日，T1聯盟台灣啤酒英熊簽下米契爾，中文登錄名「米丘」。12月11日，米契爾在對陣臺中葳格太陽的比賽繳出24分、11籃板、10助攻的表現，為T1聯盟首次大三元紀錄。2022年2月4日，台灣啤酒英熊與米契爾提前終止合約，米契爾代表台灣啤酒英熊出賽9場，場均貢獻18分、7.8籃板、4.8助攻。10月28日，米契爾加入穆哈拉格。
2023年3月28日，巴林俱樂部簽下米契爾。8月8日，貝魯特俱樂部簽下米契爾。2024年1月10日，班加西國民簽下米契爾。2月27日，開羅國民簽下米契爾。10月2日，聖塔菲聯合引進米契爾。11月7日，米契爾因個人原因離開了聖塔菲聯合，米契爾總計出賽七場，場均貢獻12.4分、3.1籃板、1抄截。11月21日，米契爾重返穆哈拉格。

## 外部連結
- 東尼·米契爾在fiba.basketball（英语）
- 東尼·米契爾在NBA官網（英语）
- 東尼·米契爾在NBA G聯盟官網（英语）
- 東尼·米契爾在歐洲籃球聯賽官網（英语）
- 東尼·米契爾在西班牙篮球甲级联赛官網（球員）（西班牙语）
- 東尼·米契爾在VTB聯賽官網（英语）
- 東尼·米契爾在俄羅斯籃球協會官網（俄语）
- 東尼·米契爾在意大利篮球甲级联赛官網（意大利语）
- 東尼·米契爾在Basketball-Reference.com（NBA）（英语）
- 東尼·米契爾在Basketball-Reference.com（NBA G聯盟）（英语）
- 東尼·米契爾在Basketball-Reference.com（國際）（英语）
- 東尼·米契爾在Sports-Reference.com（NCAA）（英语）
- 東尼·米契爾在Eurobasket.com（球員）（英语）
- 東尼·米契爾在Proballers（英语）
- 東尼·米契爾在RealGM（球員）（英语）
- 東尼·米契爾在中国篮球数据库
- 東尼·米契爾在Flashscore（英语）